# Nutashkuan
Nutashkuan, till 2017 stavat Natashquan (Natashquan 1) är ett reservat i Kanada som befolkas av innu. Det ligger i provinsen Québec, i den östra delen av landet, 1 200 km öster om huvudstaden Ottawa.